# Rozhdestvenskiy (Mondkrater)
Rozhdestvenskiy ist ein Einschlagkrater auf der Mondrückseite in der Nähe des Mondnordpols. Der Kraterwall ist stark erodiert und wird von den jüngeren Kratern Plaskett, Rozhdestvenskiy H und Rozhdestvenskiy K überlagert.
| Buchstabe | Position            | Durchmesser | Link |
| --------- | ------------------- | ----------- | ---- |
| H         | 83,37° N, 133,21° W | 21 km       |      |
| K         | 82,24° N, 147,4° W  | 43 km       |      |
| U         | 84,89° N, 152,25° O | 41 km       |      |
| W         | 85,89° N, 114,48° O | 75 km       |      |